# اخرخوضن (آيت وانكا الجنوبية)
اخرخوضن هو دُوَّار يقع بجماعة إكرفراون، إقليم الحوز، جهة مراكش آسفي في المملكة المغربية. ينتمي الدوّار لمشيخة آيت وانكا الجنوبية التي تضم 18 دوار. يقدر عدد سكانه بـ 124 نسمة حسب الإحصاء الرسمي للسكان والسكنى لسنة 2004.

## روابط خارجية
- البوابة الوطنية للجماعات الترابية
- المندوبية السامية للتخطيط